# Alexandra Dascalu
Alexandra Dascalu (17 d'abril de 1991, Palma) és una jugadora internacional francesa de voleibol. Mesura 1,84 m i juga com a atacant.
És filla de l'antic jugador romanès Pompiliu Dascalu i actual entrenador de Terville-Florange, i germana de Silvana Dascalu, jugadora de voleibol a Sant-Cloud París Estadi francès. Va competir al Campionat Europeu de Voleibol Femení 2011.

## Clubs
| Club                            | País   |           |           |
| ------------------------------- | ------ | --------- | --------- |
| Nantes Voleibol Femení          | França | 2010-2011 | 2012-2013 |
| Ventes Voleibol                 | França | 2013-2014 | 2014-2015 |
| Sant-Cloud París Estadi francès | França | 2015-2016 |           |